# گاروش بک‌نازاریان
گاروش بیک‌نازاریان (ارمنی: Գարուշ Բեկնազարյան؛ زاده ۵ ژوئیهٔ ۱۸۹۴ - درگذشته ۲ سپتامبر ۱۹۶۷) فیلمبردار اهل ارمنستان بود.

## زندگی‌نامه
وی در ۲۳ ژوئیه [سبک قدیمی: ۵ ژوئیه] ۱۸۹۴ در ایروان در به دنیا آمد . وی رد آرمن‌فیلم (۱۹۲۵) و استودیوی فیلم گرجستان فعالیت می‌کرد. وی همچنین برنده جوایزی همچون چهره هنری شایسته ارمنستان شوروی شد. وی در ۲ سپتامبر ۱۹۶۷ در سن ۷۳ سالگی در ایروان درگذشت.

## بخشی از فیلمشناسی
از فیلم‌ها یا برنامه‌های تلویزیونی که وی در آن نقش داشته‌است می‌توان به آثار زیر اشاره کرد.
- گیکور (فیلم ۱۹۳۴) (۱۹۳۴)
- داویت بک (فیلم) (۱۹۴۴)